# المالكي (نصر النوبة)
قرية المالكي هي إحدى القرى التابعة لمركز نصر النوبة في محافظة أسوان في جمهورية مصر العربية.